# 沃尔夫冈·佩纳
沃尔夫冈·佩纳（德語：Wolfgang Perner，1967年9月17日—2019年10月1日），奥地利男子冬季两项运动员。他曾代表奥地利参加1994年、1998年、2002年和2006年冬季奥林匹克运动会冬季两项比赛，其中2002年冬季奥运会获得一枚铜牌。